# Cantone di Bouilly
Il Cantone di Bouilly era una divisione amministrativa dell'arrondissement di Troyes.
A seguito della riforma approvata con decreto del 21 febbraio 2014, che ha avuto attuazione dopo le elezioni dipartimentali del 2015, è stato soppresso.

## Composizione
Comprende i comuni di:
- Assenay
- Les Bordes-Aumont
- Bouilly
- Buchères
- Cormost
- Crésantignes
- Fays-la-Chapelle
- Isle-Aumont
- Javernant
- Jeugny
- Lirey
- Longeville-sur-Mogne
- Machy
- Maupas
- Montceaux-lès-Vaudes
- Moussey
- Roncenay
- Saint-Jean-de-Bonneval
- Saint-Léger-près-Troyes
- Saint-Pouange
- Saint-Thibault
- Sommeval
- Souligny
- La Vendue-Mignot
- Villemereuil
- Villery
- Villy-le-Bois
- Villy-le-Maréchal